# هنریت وایکر
هنریت وایکر (انگلیسی: Henriette Viker؛ زادهٔ ۵ اوت ۱۹۷۳) بازیکن فوتبال اهل نروژ است.